# تبلیغات در جنگ جهانی دوم
تبلیغات در جنگ جهانی دوم (انگلیسی: Propaganda in World War II) ابزاری بود در خدمت مدیریت مغرضانه اطلاعات عمومی به معنی گردآوری، گزینش، جعل، سانسور و انتشار اطلاعات دستچین شده؛ و هدف آن تأثیر بر افکار عمومی به سود منافع خود و به زیان دشمن بود. ترساندن دشمن و بی اثر کردن ترس خودی‌ها از طریق تمسخر دشمن یا ایجاد تنفر از او در طول جنگ جهانی دوم از سیاستهای عمده تبلیغاتی بودند که همه طرف‌های درگیر در جنگ به شکلی سازمان یافته و هدفمند از آنها بهره می‌گرفتند.
یک شیوه مؤثر تبلیغاتی در دهه ۱۹۳۰ میلادی، رواج و تقویت این ادعا بود که گویا تنها علت جنگ دفاع از میهن در برابر تهاجم خارجی بوده است.
جوزف گوبلز، مبلغ حزب نازی، زمانی در دفتر خاطرات خود نوشت:
- جوهر تبلیغات عبارت است از جذب مردم به ایده ای چنان صمیمانه و حیاتی که در نهایت تسلیم آن

شده و دیگر هرگز نتوانند از آن فرار کنند.
در طول جنگ، همه طرف‌های درگیر، از رادیو، مطبوعات، کتاب، فیلم و سایر اشکال رسانه‌های ارتباطی برای ترویج روایت خود از اوضاع استفاده می‌کردند. برای مثال سرویس جهانی بی‌بی‌سی نفوذ زیادی در افکار عمومی مردم آلمان داشت به گونه ای که گوبلز که مسئول تبلیغات به نفع ایدئولوژی نازی بود و شکست آلمان در جنگ جهانی اول را برای برانگیختن احساس مظلومیت و خشم مردم خود دست آویز قرار داده بود، پیش از خودکشی، گفته بود:
- تبلیغات دشمن در حال شروع به تأثیرگذاری ناخوشایندی در مردم ماست.

پوسترهای تبلیغاتی که تصویری دوستانه از خود و هراسناک یا مسخره از دشمن به نمایش می‌گذاشتند نیز از شگردهای شناخته شده تبلیغاتی در طول جنگ بودند. از پوستر بریتانیایی که چرچیل را به صورت سگی مهربان و وفادار به ملت خود و شجاع در مقابل دشمن به نمایش گذاشته بود تا پوستر تبلیغاتی آمریکایی «بیایید او را با شلوار روی زانو بگیریم!» یا نمونه ایتالیایی دیگری که مجسمه آزادی را با جمجمه ای که از پشت نقاب بیرون زده به نمایش گذاشته بود، همه از نمونه‌های به خاطر مانده دوران جنگ جهانی دوم هستند.

## تفاوت سیاستهای تبلیغاتی
روش‌های تبلیغاتی متفقین و متحدین در جنگ جهانی دوم از نظر رویکرد و لحن کاملاً متفاوت بود.

### تبلیغات متفقین
شعارهای دموکراتیک:
- متفقین، به ویژه بریتانیا و ایالات متحده، بر پیام‌های آزادی، دموکراسی و عدالت تأکید می‌کردند. آنها جنگ را یک مبارزه اخلاقی علیه استبداد و ظلم معرفی می‌کردند.

پیام‌های فراگیر:
- تبلیغات متفقین غالباً قدرت‌های محور (آلمان، ایتالیا، ژاپن) را ظالم و غیرانسانی نشان می‌داد، در حالی که پیام‌های آن‌ها اغلب برای حفظ روحیه در داخل، ترویج وحدت بین جمعیت‌های مختلف و تشویق مشارکت غیرنظامیان در تلاش‌های جنگی بود.

کانال‌های رسانه ای:
- متفقین از طیف وسیعی از رسانه‌ها از جمله پوسترها، پخش‌های رادیویی، فیلم‌ها و اعلامیه‌ها استفاده می‌کردند. هالیوود نقش مهمی در تقویت روحیه و ارائه جنگ به عنوان مبارزه بین خیر و شر داشت.

### تبلیغات متحدین
ملی‌گرایی:
- تبلیغات نازی‌ها بر نیاز آلمانی‌ها برای اعمال تسلط خود در اروپا متمرکز بود و در عمل تحت تأثیر ایدئولوژی‌های فاشیسم، میلیتاریسم و یهودستیزی قرار گرفت.

انحصار اطلاعات:
- در زمان جوزف گوبلز، وزارت تبلیغات آلمان تمام مجاری ارتباطی را کنترل می‌کرد و هدف آن ایجاد جامعه ای متحد و مطیع بود. این شامل تجلیل از آدولف هیتلر به عنوان رهبری یگانه بود.

تحقیر:
- تبلیغات آلمانی متفقین (به‌ویژه یهودیان و اسلاوها) را به‌عنوان مادون‌انسانی یا دشمنان مردم آلمان نشان می‌داد و بر لزوم حذف آنها برای تأمین آینده آلمان تأکید می‌کرد.

### چکیده
در اصل، در حالی که متفقین شعارهایی مانند آزادی و وحدت سر داده و دشمن را ظالم تصویر می‌کردند، آلمانی‌ها از تبلیغات برای تحقیر دشمن، اعمال ایدئولوژی، تأکید بر خلوص نژادی و حفظ کنترل بر جمعیت استفاده می‌کردند.

## تبلیغات جنگ جهانی دوم در ایران

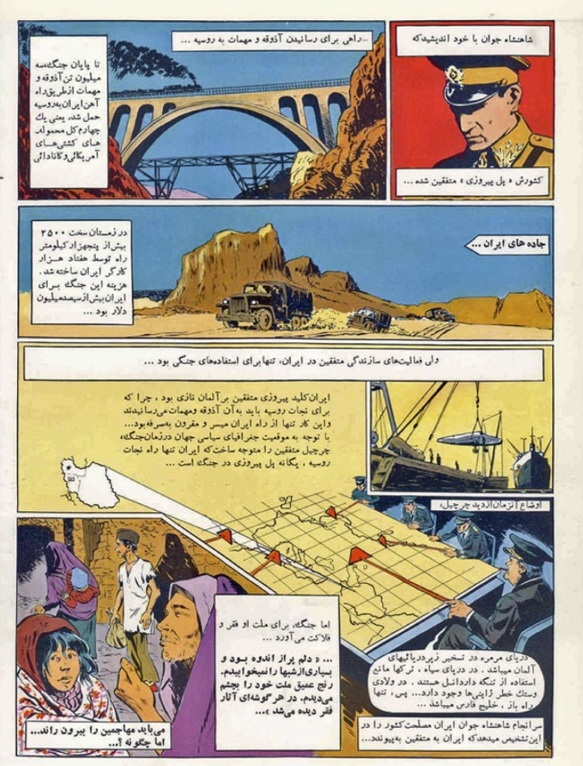
صفحه‌ای از کتاب عظمت بازیافته دربارهٔ اشغال ایران در جنگ جهانی دوّم - ۱۳۵۵

نقش تبلیغات در ایران در طول جنگ جهانی دوم تحت تأثیر موقعیت استراتژیک و منافع متضاد متفقین و قدرت‌های محور در منطقه بود. ایران به دلیل منابع نفتی و موقعیت آن به عنوان پل ارتباطی بین اتحاد جماهیر شوروی، خاورمیانه و هند بریتانیا از نظر ژئوپلیتیکی مهم بود.
متفقین حضور خود را راهی برای نوسازی و پیشرفت در ایران جلوه می‌دادند. در سال ۱۹۴۱ میلادی، ایران توسط اتحاد جماهیر شوروی و انگلیس مورد حمله قرار گرفت که منجر به کناره‌گیری رضاشاه و سلطنت پسرش محمدرضا پهلوی شد. این امر کنترل متفقین را بر کشور تضمین کرد. در چنین موقعیتی متفقین حضور خود در ایران را راهی برای نوسازی و پیشرفت در ایران معرفی کرده و تهدید آلمان نازی و ژاپن را به عنوان متجاوزان به آزادی و صلح برجسته می‌کردند. همزمان تلاش‌هایی برای احترام به سنت‌ها و فرهنگ ایرانی برای جلب حمایت محلی انجام شد.
در مقابل تبلیغات نازی از احساسات ناسیونالیستی ایرانی و احساسات ضد انگلیسی و ضد روس استفاده کرده و آلمان را به عنوان دوست حاکمیت ایران معرفی می‌کردند و بر میراث مشترک آریایی ایرانیان و آلمانها تأکید داشتند. ضمن آن که عملکرد بریتانیا و اتحاد جماهیر شوروی را به عنوان اشغالگران امپریالیستی که تنها به دنبال استثمار ایران بودند، برجسته می‌کردند. از جمله داستان‌های سوء مدیریت متفقین، غارت و بی‌احترامی به فرهنگ ایرانی به منظور برانگیختن خشم مردم ایران توسط تبلیغات قوای محور منتشر شدند.
به سخن دیگر قوای محور به وسیله تبلیغات خود را قهرمان استقلال ایران نشان می‌دادند در حالی که متفقین سعی در توجیه اشغال نظامی ایران به ادعای حفظ امنیت جهانی داشتند.